# Jammin' the Blues
Jammin the Blues is een Amerikaanse korte concertfilm uit 1944 geregisseerd door Gjon Mili en uitgebracht door Warner Bros.
In de film spelen de bluesmuzikanten Lester Young, Red Callender, Harry Edison, Marlowe Morris, Sid Catlett, Barney Kessel, Jo Jones, John Simmons, Illinois Jacquet, Marie Bryant, Archie Savage en Garland Finney. Kessel, die de enige blanke man in het gezelschap was, werd in de film niet goed belicht en smeerde bessensap op zijn handen zodat niemand zijn huidskleur zag.
De film was genomineerd voor een Oscar. In 1995 werd de film opgenomen in het National Film Registry.

## Rolverdeling
| Acteur                | Personage                                        |
| --------------------- | ------------------------------------------------ |
| Lester Young          | Tenor saxofoon                                   |
| Red Callender         | Bass                                             |
| Harry "Sweets" Edison | Trompetist                                       |
| Marlowe Morris        | Pianist                                          |
| "Big" Sid Catlett     | Drums (twee eerste liedjes, intro van het derde) |
| Jo Jones              | Drums (derde lied)                               |
| Barney Kessel         | [Gitarist                                        |
| John Simmons          | Double bass                                      |
| Illinois Jacquet      | Tenor saxofoon                                   |
| Marie Bryant          | Zang en danseres                                 |
| Archie Savage         | danser                                           |